# Вергова, Мария
Мария Димитрова Вергова (болг. Мария Димитрова Вергова, р.3 ноября 1950) — болгарская дискоболка, призёр Олимпийских игр. После замужества носила фамилию Петкова.
Родилась в 1950 году в Пловдиве. В 1975 году завоевала золотую медаль Универсиады. В 1976 году стала серебряным призёром Олимпийских игр в Монреале. В 1977 году вновь выиграла Универсиаду. В 1980 году стала серебряным призёром Олимпийских игр в Москве. В 1982 году завоевала серебряную медаль чемпионата Европы. В 1983 году стала бронзовым призёром чемпионата мира.